# Il morto in piazza
Il morto in piazza è un romanzo della scrittrice italoamericana Ben Pastor, il quinto nel ciclo dedicato al personaggio ricorrente di Martin Bora, ufficiale dell'esercito tedesco durante la Seconda guerra mondiale.
La vicenda è ambientata nel 1944, durante la ritirata dell'esercito tedesco dall'Italia centrale.

## Titolo
Il titolo italiano del romanzo, che traduce fedelmente il titolo originale inglese (The Dead in the Square), fa riferimento all'episodio centrale della narrazione, quello attorno al quale si annodano le vicende del presente ma anche del passato: il ritrovamento di un misterioso cadavere sulla piazza principale dell'immaginario paese di Faracruci.

## Incipit
Attraverso il parabrezza della Mercedes, a pochi passi di distanza, il panzer sembrava una stampa colorata del Vesuvio in eruzione: nel buio la montagna vomita fuoco, crea turbini e girandole di fumo, catapulta frammenti in una corona pirotecnica di scintille. Passandovi di lato, il vapore del metallo incandescente si accompagnò al tanfo insopportabile della carne cremata; ma neanche questo, per nauseabondo che fosse, oscurò la suggestione delle fiamme che lambivano la notte dall'abitacolo del Tigre.»
(Traduzione dall'inglese di Judy Faellini)

## Trama
Martin Bora, tenente colonnello della Wehrmacht lascia Roma a bordo della sua Mercedes diretto a Bolsena, per prendere il comando del 960º Reggimento Granatieri. Ma a Casale Malborghetto viene fermato ad un posto di blocco; qui il generale Senger und Etterlin gli conferisce un nuovo incarico, molto delicato e riservato: gli ordini sono di raggiungere Faracruci, un piccolo paese alle pendici del Gran Sasso dove Bora prenderà in custodia Luigi Borgonovo, un prigioniero politico al confino, per convincerlo a consegnare alcuni documenti riservati. Tali documenti sono stati segretamente passati al confinato da Benito Mussolini a Campo Imperatore, prima che il Duce fosse liberato da un raid di paracadutisti tedeschi.

Tutti vogliono quei documenti: gli Alleati (che ormai sono alle porte di Roma) ma anche la RSHA cioè l'Ufficio Centrale di Sicurezza del Reich. 

Inizia così l'operazione in codice Elster (gazza ladra) e Bora riprende il suo servizio per l'Abwehr. Appena giunto a Faracruci, tuttavia, la sua missione viene complicata dalla scoperta di un cadavere nella piazza principale del paese. Il morto in piazza è John Mazza, un soldato americano figlio di un abitante di Faracruci costretto vent'anni prima a scappare negli Stati Uniti perché ingiustamente accusato di omicidio. I due omicidi, quello vecchio e quello nuovo, finiscono per mostrare un collegamento, e a questo punto Bora decide non solo di portare a termine l'operazione Elster, ma contemporaneamente di indagare sull'assassinio di John Mazza, facendosi aiutare dal riluttante avvocato Borgonovo.

## Personaggi
- Martin Bora. Da poco promosso al grado di tenente colonnello, dopo aver abbandonato Roma si aspettava di continuare a combattere, resistendo con i suoi all'avanzata degli Alleati. Gli alti gradi dei Servizi Segreti hanno però deciso altrimenti, dirottandolo ad un compito più sottile ma altrettanto importante: i documenti che deve trovare e distruggere mettono in pericolo molti su entrambi i fronti dal momento che provano l'esistenza di accordi segreti tra Italia e Inghilterra ai danni della Germania di Hitler con il tacito consenso di parte dello stato maggiore dell'esercito tedesco, ugualmente ostile al Führer.
 Nel corso del suo incarico, al di là degli stessi omicidi che si trova a dovere risolvere, Bora non può nemmeno dimenticare le sofferenze personali: la morte dell'amato fratello, avvenuta l'anno precedente; il suo amore senza speranza per la signora Murphy, incontrata a Roma; il peso sempre più drammatico di quella che ormai si profila chiaramente come la sconfitta tedesca.

- Luigi Borgonovo. Nato a Monza nel 1884 e laureato in giurisprudenza nel 1907, ha esercitato a lungo come avvocato penalista a Milano, dove ha anche collaborato come giornalista a varie testate del movimento democratico interventista. È stato collega di Mussolini nel Partito Socialista Italiano ed ha partecipato alla Grande Guerra come ufficiale degli Arditi. Si è allontanato dal fascismo quando il movimento si è trasformato in vero e proprio partito e la rottura politica è diventata definitiva nel 1924, dopo l'omicidio di Giacomo Matteotti.
 Successivamente la sua ostilità al franchismo spagnolo e la propaganda antigovernativa a cui si è dedicato ne hanno provocato la condanna al domicilio coatto, scontato a Faracruci per otto anni, dal 1936 al 1944.
 Ha perso la moglie e un figlio di cinque anni durante l'epidemia di febbre spagnola del 1918: ma al figlio continua a scrivere, come se il bambino fosse cresciuto e diventato adulto.
- Raffaele Brandimarte (detto Don Fifì). Ricco possidente della zona, apprezzato dai numerosi amici per la capacità di organizzare divertenti incontri conviviali e per la sua meritatissima fama di dongiovanni. Venne ucciso nel 1919: il suo cadavere, colpito da una fucilata, fu ritrovato su di una strada di campagna fuorimano; malgrado i pesanti sospetti accumulati contro alcune persone del paese, l'omicidio rimase praticamente impunito. Dopo la sua morte si scoprì che la ricchezza di Don Fifì non era così vasta come si credeva: le poche proprietà rimaste furono appena sufficienti a ripianare i debiti.
- Fioravente Iannacci (detto Fissa-Fissa). Gestore del Caffè Adua che si affaccia sulla piazza di Faracruci. Ha spesso viaggiato tra l'Italia e le colonie del Nordafrica; politicamente è sempre rimasto un convinto fascista.
- Ginevra Iannacci (detta Presentosa). Bella signora bionda di mezza età, è la seconda moglie di Fioravante. Ha vissuto a lungo lontana da Faracruci, dove si è poi definitivamente stabilita dopo il matrimonio, ma come molti altri personaggi era ancora in paese all'epoca dell'omicidio Brandimarte.
- Giacinto Di Donato (detto Dindalò). Imprenditore agricolo e proprietario di mulini, ha sposato la levatrice del paese. Benestante e molto generoso, è uno dei tanti personaggi che a vario titolo rimasero coinvolti nel fatti del 1919.
- Elvino Di Sario (detto Pipistròlle). Nato nel 1892, è il matto del paese: è tornato dalla Grande Guerra con la mente sconvolta e ossessionata dai morti. È rumoroso ma pare innocuo. Fu lui a ritrovare il corpo esanime di Don Fifì.
- Zopito Mazzacurati. Contadino, cugino di Ginevra Iannacci, all'epoca dell'omicidio Brandimarte era stato il maggior indiziato. Si diceva che durante la guerra avesse salvato la vita a Don Fifì, che in cambio aveva promesso terre in seguito mai riconosciutegli. Il risentimento dell'uomo, quasi un'ossessione, era ben noto in paese. Dopo l'omicidio, fuggendo lontano, forse in America, Zopito aveva apparentemente ammesso la propria colpa.
- Eusanio Marcucci (detto Usagne) e Gaetano Possenti (detto Caitène). Contadini, entrambi sospettati dell'omicidio Brandimarte perché contro Don Fifì avevano motivi di risentimento economico e personale. Entrambi forniti di alibi non certissimi, ma nemmeno verificati a fondo dopo la fuga di Zopito Mazzacurati, non hanno mai fatto nulla per nascondere la soddisfazione e il sollievo causati dalla morte di un uomo che odiavano profondamente.

## Cronologia
La cronologia di questo romanzo è molto facile da seguire giorno per giorno, e quasi ora per ora, attraverso le indicazioni sparse con abbondanza nel corso dei capitoli, o poste in testa alle annotazioni diaristiche ed epistolari dei personaggi. 
 La vicenda inizia laddove finiva quella del precedente romanzo Kaputt Mundi, e si svolge dal mattino del 4 giugno 1944 (domenica) al tardo pomeriggio di sabato 10 giugno dello stesso anno.

## Nota finale
Nella nota finale all'edizione italiana del romanzo, Ben Pastor rivela che il paese immaginario di Faracruci è in gran parte ricalcato su quello reale di Bisenti, luogo d'origine del ramo abruzzese della sua famiglia. L'autrice, sempre nella nota finale, aggiunge che una forte motivazione alla stesura de Il morto in piazza le è stata data dalla lettura del saggio di Robert Pogue Harrison dal titolo Il dominio dei morti, con la sua disamina di cinque archetipi letterari che poi si rifletteranno nei personaggi principali del romanzo: l'esiliato, il viaggiatore, il contadino, l'emigrante e il morto.

## Collegamenti letterari
Nel corso della narrazione vengono citati più o meno direttamente alcuni autori classici latini, in particolare Publio Ovidio Nasone con i suoi Tristia. Viene infatti posto un parallelo continuo tra l'esilio a cui il poeta del I secolo d.C. fu condannato ad opera dell'imperatore Augusto e il confino a cui è stato condannato l'antifascista Borgonovo: agli scritti di Ovidio, improntati a dolore, rimpianto e nostalgia per la lontananza dalle cose più care, corrispondono le lettere dell'avvocato al figlio.

## Edizioni

### Edizioni italiane
- Ben Pastor, Il morto in piazza, traduzione di Judy Faellini, Hobby & Work, 2005, pp.327 - ISBN 9788878511231
- Ben Pastor, Il morto in piazza, (paperback edition), traduzione di Judy Faellini, Hobby & Work, 2007, pp.327 - ISBN 9788878515475
- Ben Pastor, Il morto in piazza, traduzione di Luigi Sanvito[1], Sellerio ed., 2017, pp.410 - ISBN 88-389-3663-3